# Эскадренные миноносцы типа «Кидд»
Эскадренные миноносцы типа «Кидд» (англ. the Kidd class guided missile destroyers) — тип эскадренных миноносцев, строившихся по заказу ВМС США с 1978 года по заказу дружественного правительства Ирана, но после падения шахского режима заказ был аннулирован правительством США. Эсминцы типа «Кидд» считаются крупнейшими в мире (не учитывая ЭМ типа «Арли Бёрк») и являются уникальными среди американских военных кораблей, так как в них объединены «лучшее от крейсеров типа „Вирджиния“ и ЭМ типа „Спрюэнс“».
Название типу было дано по головному кораблю, эсминцу «Кидд», названному в честь американского контр-адмирала Второй мировой войны Исаака Кэмпбелла Кидда, погибшего 7 декабря 1941 года на борту линкора «Аризона» во время налёта на Пёрл-Харбор.

## Назначение
К числу основных боевых задач, поставленных перед эскадренными миноносцами типа «Кидд», относятся:
1. Обеспечение обороны корабельных соединений и групп;
2. Оказание огневой поддержки сухопутным войскам;
3. Защита морских коммуникаций;
4. Нанесение ударов по береговым целям;
5. Ведение разведки.

## История строительства

### История разработки
В 1974 году между правительством Ирана и американской фирмой «Litton Industries» был заключён контракт на строительство шести эскадренных миноносцев УРО. Но после падения шахского режима во время революции в Иране конгресс США аннулировал этот заказ, а четыре строившихся корабля вошли в состав военно-морских сил США (два остальных эсминца, находившиеся в низкой степени готовности, были разобраны на стапеле).
Эскадренные миноносцы типа «Кидд» проектировались как комплексная система оружия, включающая разнородное вооружение и боевые и технические средства. Особое внимание при проектировании было уделено размещению и условиям работы составляющих систем (в основном радиоэлектронных средств), включающих большое количество разнообразных антенных устройств, создающих взаимные помехи при работе, что потребовало от проектировщиков значительных усилий по их оптимальному размещению.
Учитывая «иранское происхождение» ЭМ типа «Кидд», в ВМС США их неофициально именовали эсминцами типа «Аятолла» (англ. Ayatollah).

### История продаж
После аннулирования заключённого в 1974 году соглашения с Ираном, эсминцы ЭМ типа «Кидд» вошли в состав флота США. Одно время ими планировалось заменить корабли типа «Спрюэнс». Оснащенные современными системами кондиционирования воздуха (включая системы фильтрации пыли и песка), ЭМ «Кидд» прекрасно подходили для использования их в жарком климате, вследствие чего они были задействованы на Среднем Востоке и в Персидском заливе.
В конце 1990-х годов тип «Кидд» был выведен из состава ВМС США и предложен для продажи. В 1997 году они были предложены Австралии (по 30 миллионов AU$ каждый), но в 1999 году это предложение было отклонено (для Королевских австралийских ВМС уже были приобретены два танкодесантых корабля типа «Ньюпорт» (переоборудованные в дальнейшем в десантные вертолётоносцы типа «Канимбла»), и покупка эсминцев была признана излишней). После отказа Австралии, корабли были предложены Греции, но так же безрезультатно.
В итоге тип «Кидд» был предложен правительству Тайваня, и 23 апреля 2001 года Президент США Джордж Буш-младший санкционировал решение о продаже Тайваню четырёх эсминцев класса «Кидд» (в составе крупной партии американских вооружений, включающих также 8 дизельных подводных лодок и 12 базовых патрульных самолетов P-3 «Орион»).

### Эсминцы типа «Ки Лун»
Все четыре эсминца, отремонтированные и модернизированные (кроме этого, комплекты ракет были сокращены до 148 ЗУР SM-2 Block IIIA и 32 ПКР RGM-84L Block II «Гарпун») были проданы Тайваню за 732 миллиона US$ (в сумме).
Первые два эсминца (995 и 994) были доставлены в порт Суао в декабре 2005 года, и 17 декабря вошли в состав ВМС Китайской Республики как «Ки Лун» и «Су Ао» (DDG-1801 и DDG-1802 соответственно). По названию головного корабля тип был назван «Ки Лун» (англ. Kee Lung). В 2006 году были доставлены в порт и переименованы: «Кидд» — в «Цзо Ин» (DDG-1803), «Чандлер» — в «Ма Конг» (DDG-1805).
В конце 2008 года на ЭМ «Су Ао» противокорабельные ракеты (ПКР) «RGM-84 Гарпун» были заменены на «Сюнфэн 3» (или HF-3, от Hsiung Feng).

## Конструкция

### Корпус
Корпус эсминцев типа «Кидд» имеет далеко вытянутый в корму полубак, ярко выраженный клиперский нос, транцевую корму и обводы, которые способствуют уменьшению сопротивления воды, бортовой и килевой качки.
По сравнению с предыдущей серией эсминцев типа «Спрюэнс», ударо- и взрывостойкость корпусных конструкций и оборудования ЭМ «Кидд» была повышена. Дымовые трубы разнесены по длине и бортам.
Имеющийся на кораблях серии полуавтоматическая аварийная система получает от специальных датчиков информацию о характере и объеме повреждений, управляет устройствами, закрывающими люки, двери, горловины, тем самым предотвращая распространение огня и воды.
За счет использования на эсминцах серии малошумного энергетического оборудования, и различных шумопоглощающих устройств и покрытий, обеспечивается низкий уровень акустического поля.

### Двигатели
Корабли типа «Кидд» оснащены двухвальной газотурбинной всережимной энергетической установкой. Средняя суммарная мощность главной энергетической установки (ГЭУ), состоящей из 4 газотурбинных двигателей General Electric LM2500, составляет 80000 л. с. (21500 л. с. каждая ГТУ). ГЭУ может обеспечить полную мощность через 12 минут после запуска из холодного состояния.
Все турбины имеют правостороннее вращение, в связи с чем, для различного направления вращения гребных винтов, двигатели левого борта расположены в направлении кормы. Для снижения расхода топлива на эсминцах класса «Кидд» предусматривалась парциальная работа турбин.
Каждая ГТУ поставлялась на корбаль в виде единого модуля (8070х2640х2440 мм), в состав которого входили силовая турбина, компрессор, воздухоприемный и газовыхлопной патрубки, заключенные в звукоизолирующий кожух.
Движение эсминцев «Кидд» обеспечивают два пятилопастных винта регулируемого шага повышенной ударостойкости, диаметром 5,2 м и частотой вращения (на полной мощности) 168 оборотов в минуту каждый.

### Вооружение
Комплекс вооружения эсминцев «Кидд» состоит из:
- Артиллерия
  - Две одноорудийные 127-мм артиллерийских установки (АУ) «Mark 45»
- Ракетное вооружение
  - Две пусковых установки Mk26 под зенитные управляемые ракеты (ЗУР) «RIM-66 Standard»[7].
- Зенитная артиллерия
  - Два шестиствольных 20-мм зенитно-артиллерийских комплекса (ЗАК) «Mark 15 Phalanx CIWS».
- Противокорабельное вооружение
  - Две установки «Mark 141» под противокорабельные ракеты (ПКР) «RGM-84 Гарпун»
- Торпедно-минное вооружение
  - Два встроенных 324-мм торпедных аппарата (ТА) «Mark 32» (под противолодочные торпеды «Mark 46»).
- Авиация
  - 1 вертолёт SH-3 Sea King (после модернизации 2 SH-2 Seasprite).

Радиоэлектронное вооружение эсминцев состоит из системы «Mark 86», обеспечивающей стрельбу по воздушным, надводным и береговым целям и позволяющую автоматически отслеживать до 120 целей. В систему входят ЭВМ с набором сменных модулей программного обеспечения и импульсная радиолокационная станция (РЛС) AN/SPQ-9 с двумя антеннами, расположенными на фок-мачте под радиопрозрачным колпаком. С помощью одной из них, радар обнаруживает надводные цели и воздушные цели на дальности до 37 км (воздушные цели на высоте до 600 м). Вторая антенна обнаруживает воздушные цели, находящиеся в вертикальной плоскости под углом до 25 градусов.
Импульсно-доплеровская РЛС AN/SPG-60 позволяет опознавать и автоматически следить за воздушными целями на дальностях до 90 км.
В качестве средств радиоэлектронной борьбы (РЭБ) на эсминцах установлена система AN/SLQ-32(V)3.

## Представители
Всего на верфи Ingalls Shipbuilding в Паскагуле (в округе Джексон штата Миссисипи) было построено 4 (из шести заложенных) эсминца УРО типа «Кидд». После аннулирования заказа от Иранского правительства оставшиеся два были разобраны.
| Оригинальное название    | Номер   | Верфь   | Заказан    | Предполагаемое название    | Заложен    | Спущен     | В строю    | Списан     | Примечание                                                |
| ------------------------ | ------- | ------- | ---------- | -------------------------- | ---------- | ---------- | ---------- | ---------- | --------------------------------------------------------- |
| Кидд англ. Kidd          | DDG-993 | Ingalls | 23.03.1978 | Куруш англ. Kouroush       | 26.06.1978 | 11.08.1979 | 27.03.1981 | 12.03.1998 | Продан в Тайвань, переименован в ROCS Tso Ying (DDG-1803) |
| Каллаган англ. Callaghan | DDG-994 | Ingalls | 23.03.1978 | Дарюш англ. Daryush        | 23.10.1978 | 01.12.1979 | 29.08.1981 | 31.03.1998 | Продан в Тайвань, переименован в ROCS Su Ao (DDG-1802)    |
| Скотт англ. Scott        | DDG-995 | Ingalls | 23.03.1978 | Надир англ. Nader          | 12.02.1979 | 01.03.1980 | 24.10.1981 | 10.12.1998 | Продан в Тайвань, переименован в ROCS Kee Lung (DDG-1801) |
| Чандлер англ. Chandler   | DDG-996 | Ingalls | 23.03.1978 | Ануширван англ. Anoshirvan | 07.05.1979 | 28.06.1980 | 13.03.1982 | 23.09.1999 | Продан в Тайвань, переименован в ROCS Ma Kong (DDG-1805)  |